# Juan García Gómez-Caminero
Juan García Gómez-Caminero (Valdepeñas, 20 de febrero de 1871-Rocafort, 14 de diciembre de 1937) fue un militar español. General de división, luchó a favor de la Segunda República Española.

## Biografía
Nacido en 1871, el 30 de agosto de 1888 ingresó en la Academia de Infantería de Toledo.
Miembro de la masonería, en 1930 ya con el rango de coronel participó en una conspiración militar para derribar a la monarquía de Alfonso XIII e instaurar la República. Cuando se proclamó la República en abril de 1931, Gómez-Caminero fue nombrado gobernador militar de Málaga y algunos sectores le achacaron responsabilidades en la quema de conventos que se produjo unas semanas después. El 15 de febrero de 1933 obtuvo el empleo de general de división. Durante los años de la Segunda República ocupó los mandos de la III División Orgánica de Sevilla y de la VIII División Orgánica de La Coruña. Fue también miembro de la Unión Militar Republicana Antifascista (UMRA).
Durante el llamado Bienio «Negro» cayó en desgracia por los ataques a los que le sometió el diputado derechista Royo Villanova.
En julio de 1936 era inspector general del Ejército. Antes del estallido de la contienda había realizado varias visitas de inspección a distintas guarniciones militares, como Burgos o Pamplona. Tras el regreso de esta última ciudad, redactó un informe al ministro de la Guerra donde señaló que se debía relevar de su mando al general Emilio Mola ya que "podía constituir un peligro". Luego fue enviado por el gobierno para mantener el orden en las guarniciones de la zona del Duero. El 19 de julio, procedente de Orense, Gómez-Caminero llegó a León y le ordenó al general Carlos Bosch y Bosch que suministrara armas a la Columna de mineros asturianos que había llegado a la ciudad y que marchaba hacia Madrid, cosa que Bosch finalmente hizo a pesar de sus resistencias iniciales. Sin embargo, posiblemente ante el cariz que iba tomando la situación, aquella misma tarde Gómez-Caminero cruzó la frontera y pasó al Portugal salazarista, regresando a España por Badajoz para reincorporarse a las órdenes del gobierno republicano.
El 10 de agosto sustituyó al general Ángel Rodríguez del Barrio, que se encontraba gravemente enfermo, como vocal de la Sala Militar del Tribunal Supremo. Por ello, fue miembro del tribunal que juzgó y condenó a muerte al general Fanjul. A principios de 1937 pasa a la reserva por haber cumplido la edad reglamentaria. 
Algunos historiadores señalan que falleció a finales de 1937, mientras que Michael Alpert señala que falleció en 1938. Según el Diario Nacional del Ministerio de Defensa Nacional, falleció el 14 de diciembre de 1937 en el municipio valenciano de Rocafort.

## Obras
- De la guerra. Cádiz: Imprenta de la Revista Médica, 1925.
- El problema ibero-americano. Madrid: Plus Ultra, 1926.